# PZL M-15 Belphegor
Le PZL M-15 est un avion à réaction polonais, de travail agricole, construit par WSK Mielec entre 1976 et 1981. Son nom officieux « Belphegor » se réfère à Belphégor, le fantôme du Louvre, de l'œuvre Belphégor ou le Fantôme du Louvre.
Le PZL M-15 est l'unique avion à réaction de travail agricole au monde, et l'un des deux seuls biplans à réaction à avoir existé, l'autre étant le  Coandǎ 1910.

## Histoire
Le M-15 fut construit en Polognesur commande des autorités agricoles de l'URSS, dans le but de remplacer les Antonov An-2R et An-2SKh par un appareil plus moderne et plus performant, pouvant travailler sur les fermes très étendues qu'étaient les kolkhozes (coopératives agricoles) et sovkhoze (fermes d’État). Le cahier des charges spécifiait que l'avion devait être propulsé par un moteur à réaction et les Soviétiques participèrent aussi à sa conception. Les chefs de l'équipe de concepteurs étaient Kazimierz Gocyła et Riamir Izmailov.
Selon la répartition des rôles dans le Conseil d'assistance économique mutuelle, l'industrie aéronautique polonaise devait se spécialiser. Comme elle avait déjà conçu avec succès l'Antonov An-2R agricole sous licence, elle fut entre autres orientée dans la production d'avions de travail agricole, qui deviendront finalement une spécialité polonaise dans les années suivantes. WSK Mielec fut chargé de construire l'appareil. Afin d'étudier les problèmes sans précédent de mise en place d'un moteur à réaction dans un avion à petite vitesse, l'institut d'aviation construisit tout d'abord l'avion d'essai Lala-1 (laboratoire volant, en polonais : Latające laboratorium), testé en vol le 10 février 1972. La partie avant de l'avion ainsi que les ailes provenaient de l'Antonov An-2, tandis que l'arrière avait été coupé puis équipé d'un AI-25, un turbofan équipant par exemple l'avion d'entraînement Aero L-39 Albatros.
L'expérience des essais du Lala-1 fut ensuite utilisée pour construire un nouveau prototype, désigné LLM-15 et équipé d'ailes d'Antonov An-14. Il décolla pour la première fois le 30 mai 1973. La version définitive du M-15 prit l'air le 9 janvier 1974 et, le 4 avril 1979, fut certifiée en URSS.
La production en série démarra en 1976. Les autorités de l'URSS planifièrent initialement une commande de 3 000 exemplaires du Belphegor, mais son exploitation ne répondait pas aux attentes. L'avion consommait en effet environ 550  à   600 litres de carburant par heure de vol, alors qu'un PZL-Mielec M-18 Dromader ne consommait que 160 l/h et un Antonov An-2 175 l/h. La production cessa en 1981 après seulement 175 exemplaires produits (120 selon d'autres sources).
Selon l'ingénieur aéronautique polonais Tadeusz Sołtyk (en), l'idée de concevoir un biplan propulsé par un réacteur était erronée dès le départ. Pour avancer ses affirmations, il expliqua que les avions de travail agricole devaient par nature voler très lentement, afin de travailler proprement, alors qu'un turboréacteur donne clairement le meilleur de lui-même lorsqu'il est employé à grande vitesse. À basse altitude et basse vitesse, un turboréacteur consomme environ quatre fois plus de carburant qu'un moteur à pistons de puissance équivalente. De plus, les biplans ont une surface frontale plus importante, ce qui génère de la traînée. Dans le cas du Belphegor, le phénomène fut encore aggravé par la présence des pylônes contenant les produits chimiques, qui de plus rendaient l'appareil très instable. Finalement, l'appareil consommait beaucoup trop de carburant, et sa maniabilité, qui aurait dû être sa principale qualité en tant qu'appareil agricole, avait quasiment disparu.

## Description technique

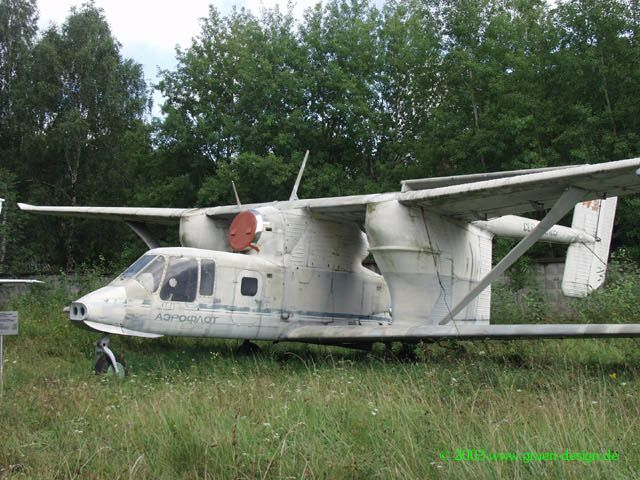
PZL M-15 Belphegor, en 2003. Le moteur est protégé des éléments extérieurs par un cache de couleur rouge.

### L'avion
Le Belphegor est un biplan bipoutre de construction entièrement métallique. Le moteur se trouve au-dessus du cockpit. L'aile basse est fixée au fuselage et l'aile haute au carénage du moteur. Les deux ailes sont reliées par des pylônes dans lesquels se trouvent les réservoirs de produits chimiques, de 1 450 litres chacun, réalisés en pelliculage (plus tard remplacés par des réservoirs souples). Le train d'atterrissage est fixe. Les réservoirs de carburant, d'une capacité totale de 1 460 litres se trouvent dans l'aile haute. L'équipage est constitué d'un pilote, mais en cas de besoin il est possible d'embarquer deux techniciens supplémentaires, en retirant une partie des équipements liés à l'épandage des produits, ainsi que l'APU Ivtchenko AI-9, utilisée pour le démarrage à air comprimé du moteur principal de l'avion. Le circuit hydraulique de l'avion est pressurisé à 150 bar par une pompe reliée au moteur principal, et l'appareil dispose de deux accumulateurs de secours en cas de problème. Ce même circuit assure la production de pression pour les freins des deux roues principales du train d'atterrissage, la roulette avant n'étant pas freinée.

### Le système de pulvérisation
Le M-15 est équipé d'un système de pulvérisation sous forme de tubes et d'atomiseurs sous les ailes inférieures, pouvant aussi bien distribuer des liquides que des poudres ou des granulés. Ce système est alimenté par de l'air comprimé prélevé au niveau du compresseur du turboréacteur. La pulvérisation est effectuée à un débit maximal de 25 litres par seconde et la largeur de bande couverte en un passage est d'environ 40 mètres. L'équilibrage des réservoirs est effectué avec des ballasts remplis d'eau. Un système de secours permet de larguer tous les produits d'un coup en cas d'urgence.